# Список умерших в 1260 году

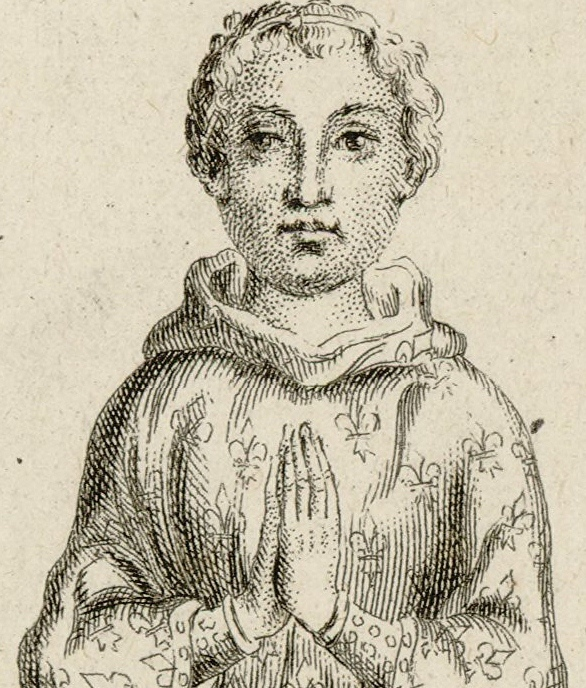
Людовик Французский

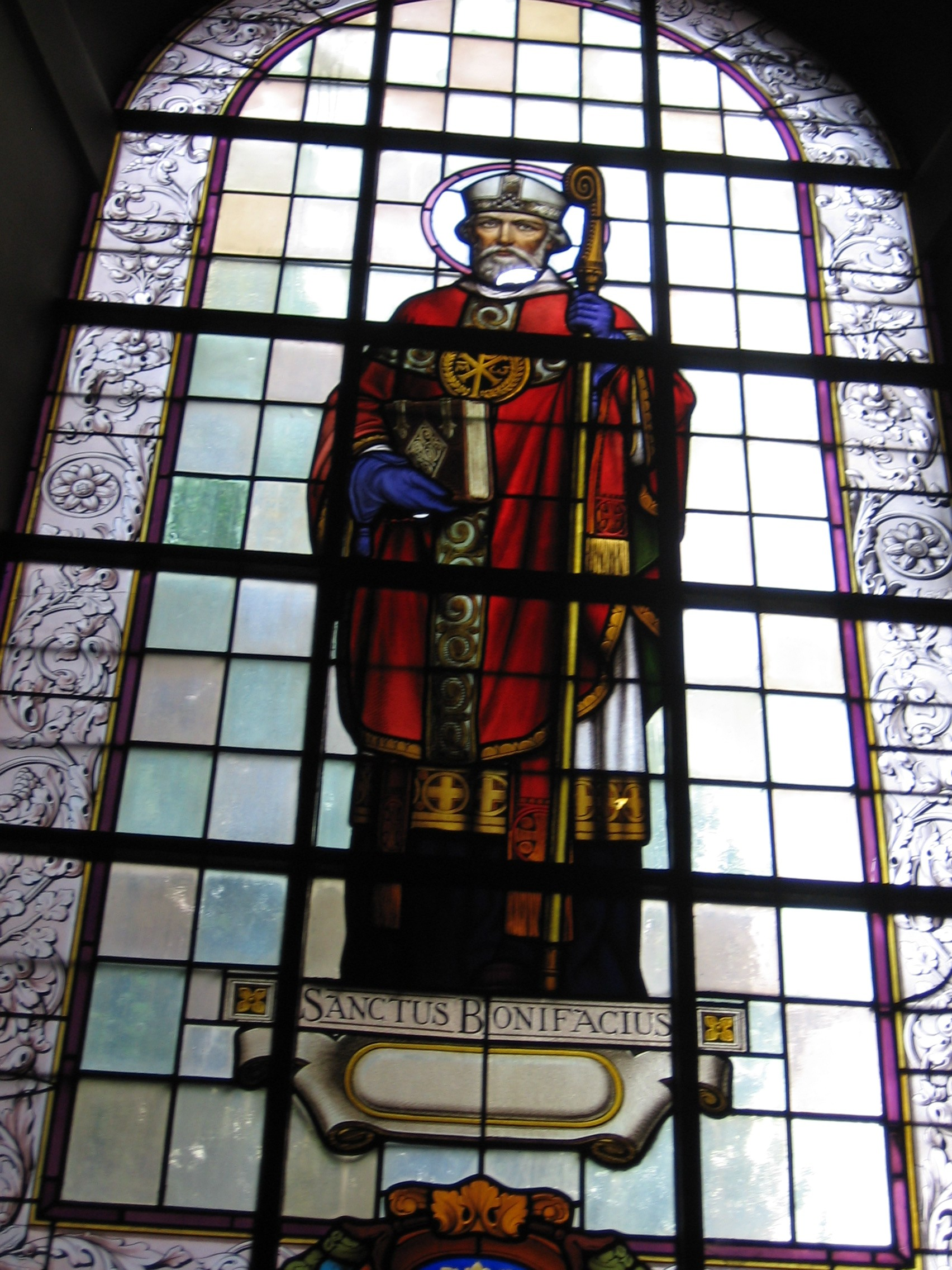
Бонифаций Брюссельский

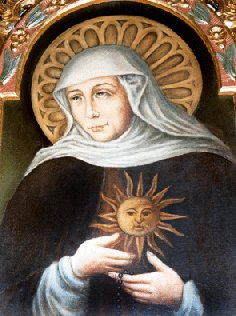
Ютта Хелмжинская

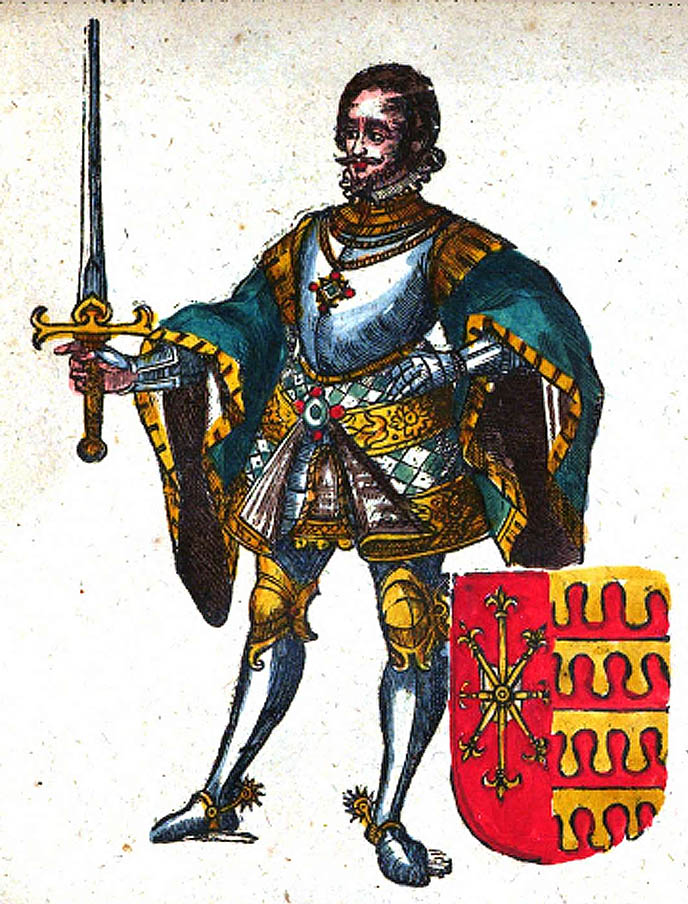
Дитрих IV/VI

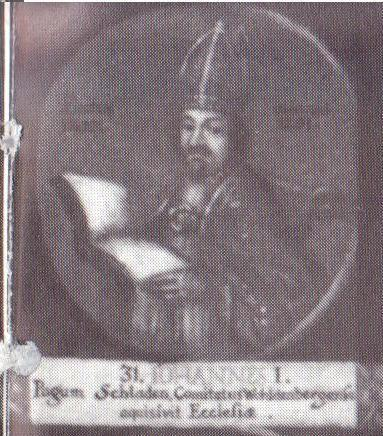
Иоганн I фон Бракель

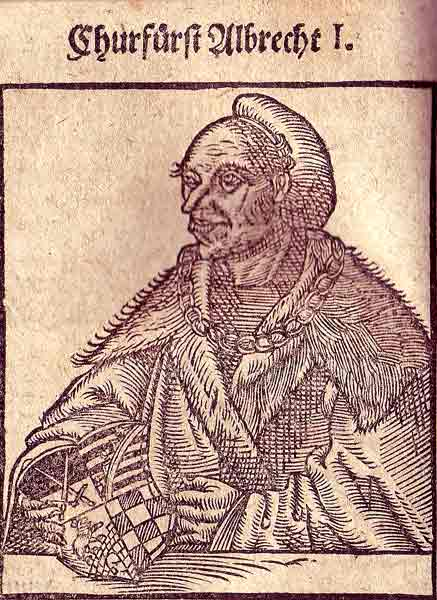
Альбрехт I

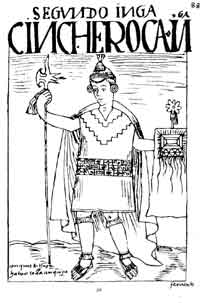
Синчи Рока

В этой статье представлен список известных людей, умерших в 1260 году.
См. также: Категория:Умершие в 1260 году

## Январь
- 9 января — Филипп Берруйе[фр.] — епископ Орлеана (1234—1236), архиепископ Буржа (1232—1260), святой римско-католической церкви.
- 11 января — Людовик Французский (15) — наследный принц Франции, сын Людовика IX.

## Февраль
- 2 февраля — Садок Блаженный — член монашеского ордена доминиканцев, блаженный Римско-Католической Церкви, погиб с 48 товарищами мученической смертью во время второго нашествия монголов
- 19 февраля — Бонифаций Брюссельский (76) — епископ Лозанны (1230—1239), святой Римско-католической церкви.
- 24 февраля — Именгарда Рейнская[англ.] — маркграфиня-консорт Баденская (1217—1243), жена маркграфа Генриха V

## Март
- 1 марта — Фурниваль, Ришар де — французский священнослужитель, поэт, врач.
- 4 марта — Генрих III фон Стахлек[нем.] — епископ Страсбурга (1244–1260)

## Апрель
- 29 апреля — Рудольф фон Дингельштадт[нем.] — архиепископ Магдебурга (1253—1260)

## Май
- 12 мая — Ютта Хелмжинская[англ.] — святая римско-католической церкви[1].
- 14 мая — Бриан Уа Нейлл — король Тир Эогайн (Тирона) (1238—1260), Последний верховный король Ирландии из рода ирландских королевских династий (1258—1260), предводитель восстания за свободу Ирландии против англо-нормандских завоевателей, погиб в битве Друим Деарг
- 31 мая — Гильом де Грандпью[фр.] — епископ Невера (1254—1260)

## Июнь
- 14 июня — Мария Брабантская — королева-консорт Германии и императрица-консорт Священной Римской империи (1214—1215), жена Оттона IV.
- 26 июня — Дитрих IV/VI — граф Клеве (1201—1260)

## Июль
- 13 июля 
  - Ботель, Генрих — ландмейстер Тевтонского ордена в Пруссии (1252—1253), маршал Тевтонского ордена (1244/1246—1260), погиб в битве при Дурбе
  - Буркхард фон Хорнхаузен — рыцарь Тевтонского ордена, первый комтур и руководитель строительства замка Кёнигсберг, вице-ландмейстер Тевтонского ордена в Пруссии (1255—1257), ландмейстер Тевтонского ордена в Ливонии (1257—1260), погиб в битве при Дурбе

## Август
- 9 августа — Уолтер Киркхэмский[англ.] — епископ Дарема (1249–1260)
- 20 августа — Яромар II — князь Рюгена (1250—1260)
- 26 августа — Альберико да Романо[англ.] — итальянский кондотьер и трубадур, тиран Тревизо, казнён гвельфами и жителями города

## Сентябрь
- 3 сентября — Китбука — монгольский военачальник, казнён в плену у египетских мамлюков после битвы при Айн-Джалуте
- 15 сентября — Иоганн I фон Бракель[нем.] — князь-епископ Хильдесхайма (1257—1260)

## Октябрь
- 1 октября — Мария де Лузиньян — сеньора д'Иссуден, графиня д’Э (1250—1260)
- 7 октября — Альбрехт I — герцог Саксонии (1212—1260)
- 24 октября:
  - Жак де Лоррен[нем.] — епископ Меца (1239—1260);
  - Кутуз — мамлюкский султан Египта (1259—1260), убит в междоусобной борьбе.

## Ноябрь
- Генри де Бада[англ.] — английский юрист и администратор, главный шериф в разное время Глостершира, 	Нортгемптоншира, Суссекса, Суррея и Йоркшира, главный судья верховного суда Англии (1245—1249, 1256—1258)

## Декабрь
- 5 декабря — Аймер де Валенс[англ.] — епископ Винчестера (1250—1260)
- 30 декабря — Вильгельм I фон Хольте[нем.] — епископ Мюнстера (1259—1260)

## Дата неизвестна или требует уточнения
- Агно де Сарагоса[исп.] — испанский святой римско-католической церкви.
- Аликс де Макон — последняя графиня Макона, последняя графиня Вьенна (1224—1239)
- Аль-Камиль II Мухаммад ибн Гази — последний малик Мияфракина (1244—1260) из династии Айюбидов, казнён монголами
- Альфонс Арагонский[исп.] — старший сын короля Арагона Хайме I Завоевателя, наследный принц
- Ан-Насир Юсуф — последний айюбидский эмир Дамаска (1250—1260), эмир Алеппо (1236—1260), казнён монголами
- Ахситан II — Ширваншах (1243—1260), убит монголами.
- Бавор I из Стракониц, чешский феодал и государственный деятель из рода Баворов из Стракониц; высочайший чашник (1238—1239) и высочайший коморник Чешского королевства (1254—1260), бургграф королевского замка Звиков (с 1253); участник битвы при Кресенбрунне.
- Байджу — монгольский военачальник середины XIII века, имперский наместник в Северном Иране, Закавказье и Малой Азии. Дата смерти предположительна.
- Бонифаций Радикати[итал.] — епископ Асти (1245—1260)
- Генрих Авраншский[англ.] — французский поэт
- Гильом де Лоррис — французский трувер.
- Гихон, 3-й король островного государства Рюкю из династии Сюнтэн (1248—1259).
- Дадиани, Цотнэ — владетельный князь Мегрелии, святой Грузинской православной церкви. Дата смерти предположительна.
- Жан — граф Бриенна (1246—1260). Возможно, умер в 1261 году.
- Ибн аль-Аббар[англ.] — андалузский поэт.
- Карл фон Фризах[нем.] — епископ Лаванта (1257—1260).
- Кнуд Вальдемарссон, герцог Ревеля, Блекинге и Лолланна; внебрачный сын датского короля Вальдемара II Победоносного (1170—1241).
- Джакомо Лентини, итальянский поэт.
- Леонардо Навигайозо[исп.] — Великий дука Латинской империи и сеньор Лемноса (1214—1260)
- Лукий и Бона Гаджианские — святые римско-католической церкви[2].
- Раджараджа Чола III[англ.] — правитель Чолы (1216—1256)
- Ричард Софист — английский философ и логик
- Роджер Тирклебийский[англ.] — главный судья Верховного суда Англии (1246—1256, 1258—1260)
- Синчи Рока — Инка (1230—1260), второй правитель государства инков.
- Уильям I де Бошан из Бедфорда, английский землевладелец, феодальный барон Бедфорд (с 1206/1207), кастелян Бедфордского замка (1206/1207—1215 и 1224—1257), главный судья суда казначейства (1234 и 1237), шериф Бедфордшира и Бакингемшира (1235—1237).
- Умэнь Хуэйкай, деятель чань-буддизма.
- Усман Джузджани, персидский историк и придворный хронист Гуридов.
- Фердинанд Омальский — граф Омальский (1252—1260)